# Rock Bottom
Az 1974-es Rock Bottom Robert Wyatt második nagylemeze, Wyatt azonban többször úgy nyilatkozott, hogy az ezt megelőző The End of an Ear nem része a „kánonjának”. A dalszerzést folyamatát egy baleset szakította félbe: Wyatt 1973. június 1-jén egy parti során kiesett egy harmadik emeleti ablakból, és súlyosan megsérült, deréktól lefelé lebénult. A munkálatokat a kórházban folytatta, hat hónappal később már stúdióba vonult és koncertezett is.
Az album szerepel az 1001 lemez, amit hallanod kell, mielőtt meghalsz című könyvben.

## Az album dalai
| 1. | Sea Song                            | Robert Wyatt | 6:31 |
| 2. | A Last Straw                        | Robert Wyatt | 5:46 |
| 3. | Little Red Riding Hood Hit the Road | Robert Wyatt | 7:40 |

| 4. | Alifib                             | Robert Wyatt | 6:55 |
| 5. | Alife                              | Robert Wyatt | 6:31 |
| 6. | Little Red Robin Hood Hit the Road | Robert Wyatt | 6:08 |

## Közreműködők
- Robert Wyatt – ének, billentyűk, ütőhangszerek, slide gitár az A Last Straw-on
- Mike Oldfield – gitár az Alifiben
- Gary Windo – basszusklarinét, tenorszaxofon az Alifib és Alife dalokon
- Ivor Cutler – vokál a Little Red Riding Hood Hit the Road és Little Red Robin Hood Hit the Road dalokon, baritonharmonika a Little Red Robin Hood Hit the Road-on
- Alfreda Benge – vokál az Alifiben
- Mongezi Feza – trombita a Little Red Riding Hood Hit the Road-on
- Fred Frith – brács a Little Red Robin Hood Hit the Road-on
- Hugh Hopper – basszusgitár (2, 4, 5)
- Richard Sinclair – basszusgitár (1, 3, 6)
- Laurie Allan – dob az A Last Straw és Little Red Robin Hood Hit the Road dalokon

### Produkció
- Nick Mason – producer
- Steve Cox – hangmérnök
- Dick Palmer – hangmérnök
- Toby Bird – hangmérnökasszisztens

## Fordítás
Ez a szócikk részben vagy egészben a Rock Bottom (album) című angol Wikipédia-szócikk ezen változatának fordításán alapul.  Az eredeti cikk szerkesztőit annak laptörténete sorolja fel. Ez a jelzés csupán a megfogalmazás eredetét és a szerzői jogokat jelzi, nem szolgál a cikkben szereplő információk forrásmegjelöléseként.